# Duellmanohyla rufioculis
Duellmanohyla rufioculis là một loài ếch thuộc họ Nhái bén.
Loài này có ở Costa Rica và có thể cả Panama.
Môi trường sống tự nhiên của chúng là rừng ẩm vùng đất thấp nhiệt đới hoặc cận nhiệt đới, vùng núi ẩm nhiệt đới hoặc cận nhiệt đới, và sông có nước theo mùa.
Chúng hiện đang bị đe dọa vì mất môi trường sống.